# Mélissa Lebœuf
Pour les articles homonymes, voir Lebœuf.
Mélissa Lebœuf, née vers 1990 est une joueuse et arbitre internationale française de rugby à XV. 

## Biographie
Mélissa Lebœuf naît vers 1990. En tant que joueuse — au poste de troisième ligne —, elle décroche avec le Lyon OU deux titres de championne de France, en Fédérale 1 en 2013 et en Élite 2 en 2019. Elle travaille au comité du Lyonnais et est responsable de l'école de rugby du club de Saint-Priest.
En 2016 elle fait ses débuts à l'arbitrage, auquel elle se consacre pleinement depuis septembre 2019. À partir de 2023, elle arbitre des rencontres masculines de Nationale et Nationale 2. En 2024, elle est choisie pour participer à l'équipe arbitrale du Tournoi des Six Nations féminin, officiant notamment à la touche pour le match Italie-Angleterre. Elle est également retenue pour officier au tournoi de rugby à sept des Jeux olympiques de Paris.